# Reserva Natural de Kalita
A Reserva Natural de Kalita é uma reserva natural localizada no condado de Pärnu, na Estónia.
A área da reserva natural é de 146 hectares.
A área protegida foi fundada em 2007 para proteger tipos valiosos de habitat e espécies ameaçadas na aldeia de Kalita (antiga freguesia de Saarde).